# Igreja de Santo António (Macau)
Die Igreja de Santo António (portugiesisch für ‚Antoniuskirche‘, chinesisch 聖安多尼堂) ist eine römisch-katholische Pfarrkirche in der gleichnamigen Freguesia de Santo António von Macau. Die Kirche ist dem Heiligen Antonius von Padua gewidmet, woraus sich die selten verwendete Bezeichnung Igreja de Santo António de Lisboa (portugiesisch ‚Antonius-von-Padua-Kirche‘, chinesisch 里斯本的聖安多尼堂) ableitet.

## Geschichte

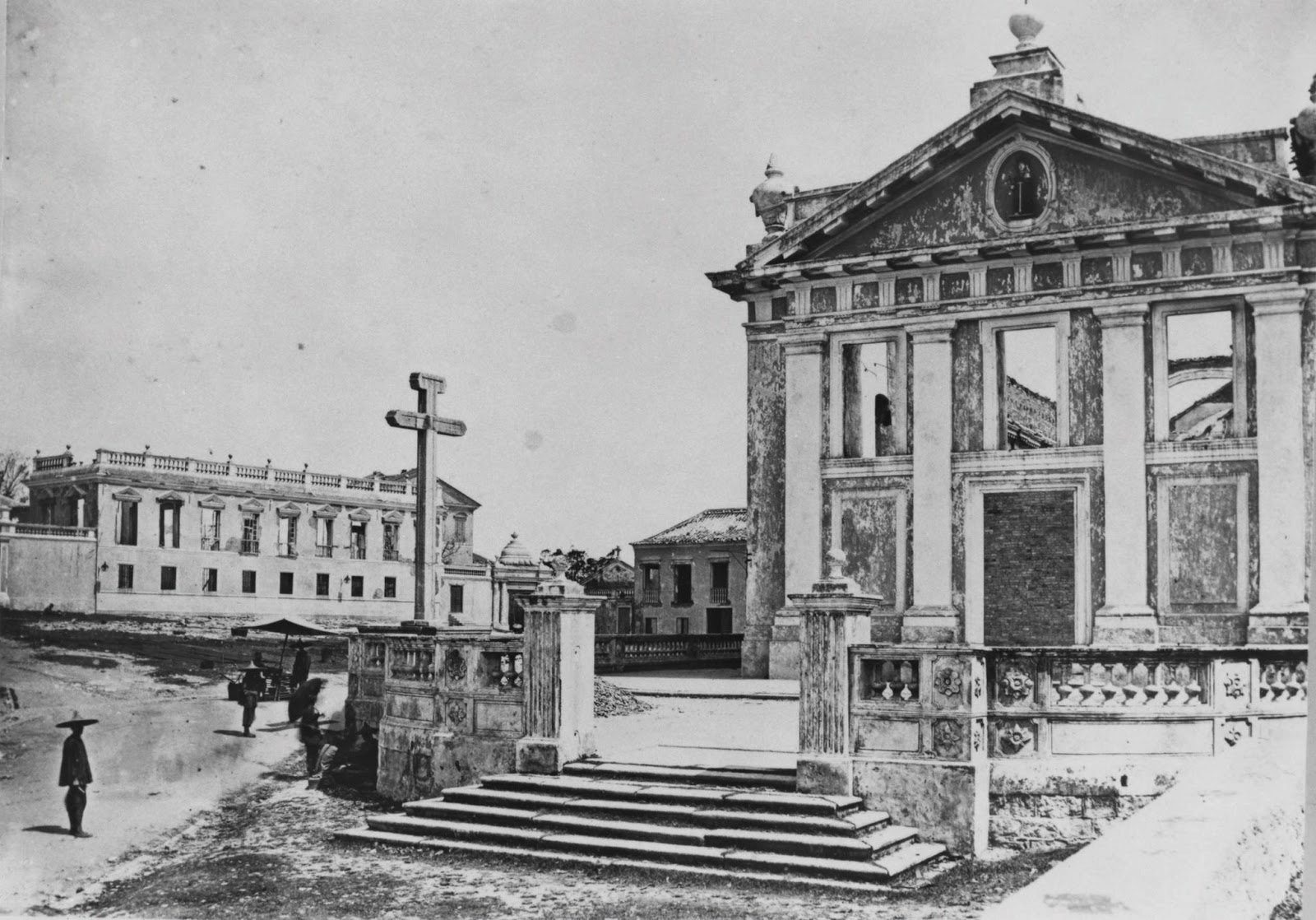
Ansicht kurz nach dem die Kirche stark zeichnenden Taifun 1874

Bei der Igreja de Santo António handelt es sich um eine der drei ältesten Kirchen Macaus. An der heutigen Stelle wurde 1565 eine kleine Kirche aus Bambus und Holz errichtet, welche die erste Niederlassung der Jesuiten vor 1560 in der Stadt markierte. Im Jahre 1638 wurde die Kirche in heutiger Größe mit Steinmauerwerk umgebaut. Seit diesem Jahr befindet sich auf dem Friedhof, unmittelbar vor dem Kirchenbau, ein Steinkreuz. Auf dem Sockel dieses Steinkreuzes ist die Jahreszahl 1638 verzeichnet, womit nicht nur die Errichtung des Steinkreuzes, sondern auch die Neuerrichtung der Kirche festgehalten wird.
Nachdem es im Jahr 1809 einen verheerenden Brand in der Kirche gegeben hatte, mussten 1810 größere Reparaturen am Gebäude durchgeführt werden. Bereits rund 65 Jahre später wiederholte sich die Zerstörung und die Kirche wurde 1874 von einem Taifun heimgesucht, worauf 1875 wiederholt Reparaturarbeiten vorgenommen wurden. Im Laufe der Jahrhunderte wurde die Kirche von einer Vielzahl von Bränden und Taifunen teilweise zerstört, im Folgenden jedoch immer wieder von den Gläubigen und der katholischen Kirche wieder aufgebaut. Das gilt auch für einen Brand im Jahr 1930, der zu einer Restaurierung der Fassade und des Glockenturms in den 1930er und 1950er Jahren führte.

## Brauchtum
Seit 1783 ist der heilige Antonius von Padua ein militärischer Heiliger und Hauptmann in der portugiesischen Armee und wurde 1623 als Soldat verpflichtet. Während der Zeit, als die Souveränität über Macau bei Portugal lag, also bis 1999, fand jedes Jahr am 13. Juni eine Zeremonie statt, bei welcher der jeweilige Präsident des Leal Senado, welcher das städtische Verwaltungsgebäude der Stadt ist, dem Heiligen sein Gehalt überreichte. Die Höhe des Gehalts schwankte dabei. Im Jahre 1783 waren es noch 240 Taéis, in den 1950er Jahren 2000 Patacas, 1967 bereits knapp 6000 Patacas und im Jahre 1996 45.000 Patacas. Aufgrund der wirtschaftlichen Lage war die Stadtverwaltung nicht immer in der Lage, das Gehalt auszuzahlen. Aufgrund des Drucks durch die Bürger Macaus wurden jedoch alle Rückstände stets wenigstens nachträglich beglichen. Im Jahr 1999 bezahlte der Leal Senado das letzte Mal das symbolische Gehalt an den Heiligen.
Unabhängig von der Gehaltszahlung findet nach wie vor jährlich am Nachmittag des 13. Junis die Antonius-Prozession mit dem Bischof von Macau statt. Dabei handelt es sich um eine der kürzesten Prozessionen in der katholischen Kirche. Während das Bild des Heiligen vom Prozessionszug früher noch bis zu den Ruinen der Pauluskirche getragen wurde, findet die Prozession heute ausschließlich auf dem Praça de Luís de Camões statt, welcher eine Art Vorplatz der Kirche ist. Während der Prozession spielen Blumen und eine festliche Kleidung eine wichtige Rolle.
Die Gemeinde unterhält einen Hilfsdienst mit dem Namen Pão dos Pobres (portugiesisch für ‚Brot der Armen‘), welcher Lebensmittel an Arme und Bedürftige in Macau verteilt. Früher wurde die soziale Tätigkeit durch das Gehalt des heiligen Soldaten Antonius von Padua von der Stadtverwaltung Macaus bezahlt, während er heute auf Spendengelder angewiesen ist. In den 1930er Jahren verteilte der Hilfsdienst im Schnitt 1500 Kilogramm Reis im Monat. Obwohl heute kein regelmäßiges Einkommen existiert, reichen die Spenden aus, um Arme, deren Zahl seitdem gesunken ist, zum Beispiel mit Öl und Reis zu versorgen.

## Architektur

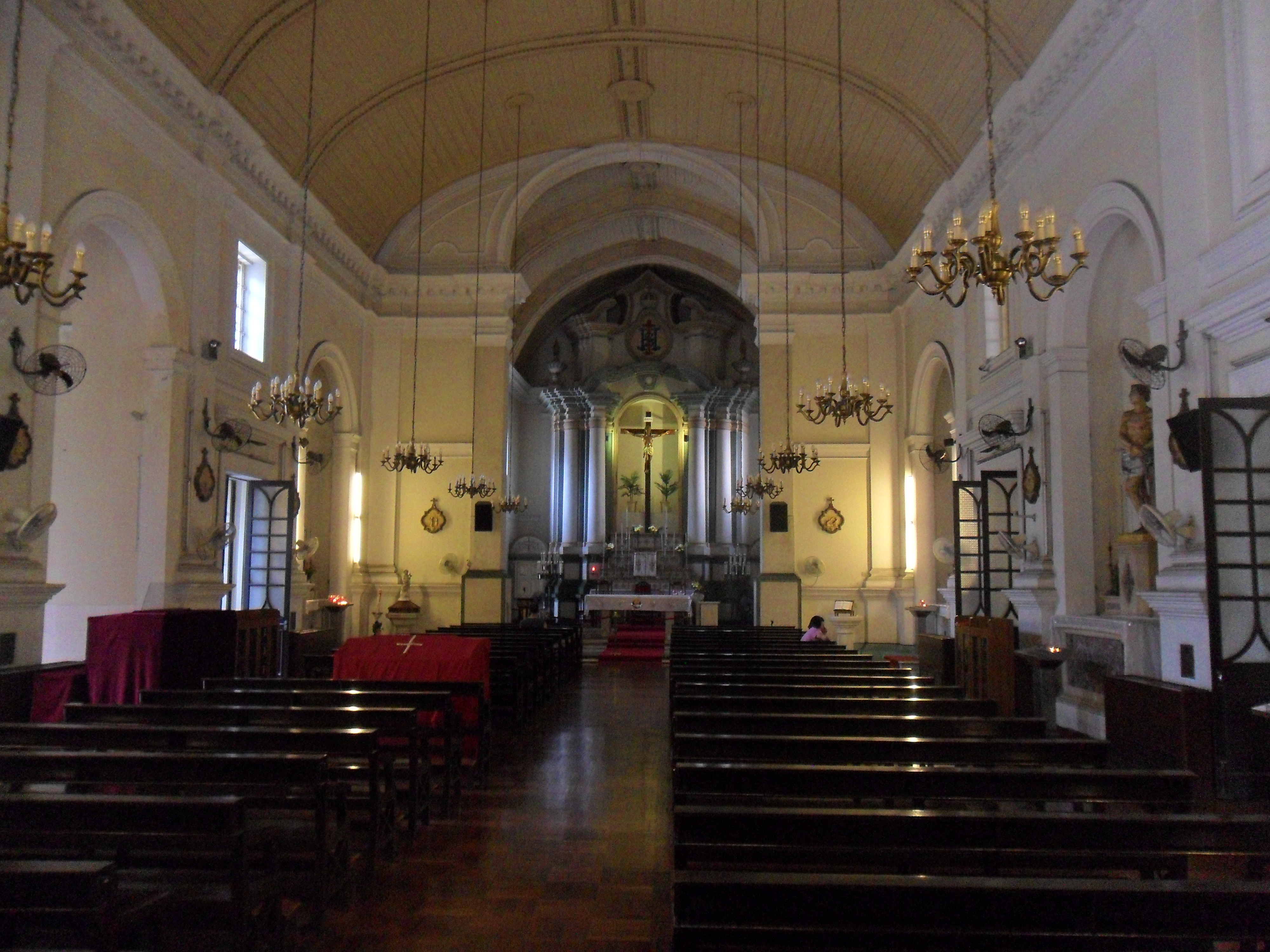
Innenraum der Kirche

Das Kirchengebäude besitzt zwei Stockwerke und eine graue Fassade im neoklassizistischen Stil, welche von einem klassizistischen Giebel überragt wird. Der Glockenturm bildet einen dritten Stock, woraus sich eine im Vergleich zum Hauptschiff niedrige Höhe des Glockenturms ableitet. Der Architrav über den grün angestrichenen Fenstern des zweiten Stockwerks zeigen die gesamte Breite des Gebäudes und setzten einen architektonischen Akzent. Zusammen mit den von außen sichtbaren grünen Glocken im Glockenturm ergibt sich durch die Elemente grüner Farbe ein vorsichtiges Ensemble farblicher Variation. Im oberen Bereich der Fassade des Hauptschiffes steht eine Statue des heiligen Antonius von Padua mit dem Jesuskind in seinen Armen; eine fast identische Statue findet sich auch im Innenraum. Zu der Kirche gehört auch eine Statue des heiligen Märtyrers Andreas Kim Taegon, welcher der erste römisch-katholische Priester Koreas war, durch seinen Lebenseinsatz für die Christianisierung seines asiatischen Heimatlandes steht und die Igreja de Santo António während der Zeit seines Wirkens besuchte.
Der Kirchenbau ist als Teil des Historischen Zentrums von Macau eine Weltkulturerbestätte der UNESCO.

## Heutige Nutzung
Die Igreja de Santo António ist die Pfarrkirche einer der sechs Pfarreien beziehungsweise Kirchengemeinden im Bistum Macau, sodass in der Kirche ein aktiver Kirchenbetrieb stattfindet. Wie in vielen Kirchen Macaus werden die Gottesdienste zu unterschiedlichen Zeiten in mehreren Sprachen abgehalten. Neben portugiesischsprachigen und kantonesischsprachigen Messen ist die Igreja de Santo António die einzige katholische Kirche Macaus, in der regelmäßig die Heilige Messe in koreanischer Sprache gefeiert wird. Jeden Samstag wird die Heilige Messe auch am Vorabends anstatt sonntagmorgens, dann in koreanischer Sprache, abgehalten. Am Sonntagmorgen folgt die Heilige Messe zu zwei Zeiten auf Kantonesisch und darauf einmal in portugiesischer Sprache. Jeden Dienstag findet morgens eine Messe auf Kantonesisch sowie abends eine Messe auf Portugiesisch statt.
Bei den überwiegend römisch-katholischen Portugiesen und Macanesen in Macau ist die Igreja de Santo António ein beliebter Ort für Hochzeiten. Da die Besucher der Kirche das Gebäude dadurch oft voller Dekorationen und Menschen mit Blumen sehen, bekam die Kirche mit Fa Vong Tong (portugiesisch Igreja das Flores) einen chinesischen Spitznamen, der etwa so viel bedeutet wie ‚Kirche des Blumenkönigs‘.